# 格林伍德斯普林斯 (密西西比州)
格林伍德斯普林斯（英語：Greenwood Springs）是位於美國密西西比州門羅縣的非建制地區。

## 歷史
格林伍德的郵局自1896年營運至今。

## 地理
格林伍德斯普林斯所處的海拔為高於海平面90米（即295英呎），而該地所採用的時區為UTC-6，即北美中部時區（CST）。同時該地設有夏令時間，為UTC-6調快一小時，即UTC-5（CDT）。